# San Antonio Spurs 2012-2013
La stagione 2012-13 dei San Antonio Spurs fu la 37ª nella NBA per la franchigia.

## Scelta Draft
| Giro | Chiamata | Giocatore     | Ruolo | Nazionalità | College/Club     |
| ---- | -------- | ------------- | ----- | ----------- | ---------------- |
| 1    | 30       | Festus Ezeli  | C     | Nigeria     | Vand. Commodores |
| 2    | 59       | Marcus Denmon | G     | Stati Uniti | Missouri Tigers  |

### Arrivi/partenze
Mercato e scambi avvenuti durante la stagione:
Arrivi
| N° | Naz.                   | Ruolo | Sportivo           |      | Alt. |     |
| -- | ---------------------- | ----- | ------------------ | ---- | ---- | --- |
| 1  | Stati Uniti (bandiera) | GA    | Tracy McGrady      | 1979 | 203  | 101 |
| 11 | Stati Uniti (bandiera) | AC    | Wesley Witherspoon | 1990 | 210  | 94  |
| 25 | Francia (bandiera)     | G     | Nando de Colo      | 1982 | 195  | 85  |
| 34 | Stati Uniti (bandiera) | GA    | Derrick Byars      | 1984 | 201  | 100 |

Partenze
| N° | Naz.                   | Ruolo | Sportivo  |      | Alt. |    |
| -- | ---------------------- | ----- | --------- | ---- | ---- | -- |
| 11 | Stati Uniti (bandiera) | G     | T.J. Ford | 1983 | 83   | 75 |

### Roster
| \| Pos. \| Num. \| Naz. \| Nome \| Altezza \| Peso \| Data nascita \| Provenienza \| \| ---- \| ---- \| ---- \| ----------------- \| ------- \| ------ \| ------------ \| ------------------------------------------- \| \| A \| 11 \| \| Anderson, James \| 198 cm \| 98 kg \| 25-03-1989 \| OSU Cowboys \| \| C \| 16 \| \| Baynes, Aron \| 208 cm \| 118 kg \| 09-12-1986 \| Washington State \| \| A \| 45 \| \| Blair, DeJuan \| 201 cm \| 122 kg \| 22-04-1989 \| Pittsburgh \| \| A \| 15 \| \| Bonner, Matt \| 208 cm \| 109 kg \| 05-04-1980 \| Florida \| \| G \| 25 \| \| de Colo, Nando \| 195 cm \| 85 kg \| 23-06-1982 \| Cholet Basket (France) \| \| A/C \| 33 \| \| Diaw, Boris \| 203 cm \| 104 kg \| 16-04-1982 \| Pau-Orthez (France) \| \| A/C \| 21 \| \| Duncan, Tim \| 211 cm \| 112 kg \| 25-04-1976 \| Wake Forest \| \| G \| 20 \| \| Ginóbili, Emanuel \| 198 cm \| 93 kg \| 28-07-1977 \| Viola Reggio Calabria (Italy) \| \| G/AP \| 4 \| \| Green, Danny \| 198 cm \| 95 kg \| 22-06-1987 \| North Carolina \| \| G/AP \| 3 \| \| Jackson, Stephen \| 203 cm \| 98 kg \| 05-04-1978 \| Fort Wayne Fury \| \| G \| 5 \| \| Joseph, Cory \| 191 cm \| 84 kg \| 20-08-1991 \| Texas \| \| A \| 2 \| \| Leonard, Kawhi \| 201 cm \| 102 kg \| 29-06-1991 \| San Diego State \| \| G/AP \| 1 \| \| McGrady, Tracy \| 203 cm \| 101 kg \| 24-05-1979 \| Mt. Zion Christian Academy (North Carolina) \| \| P \| 8 \| \| Mills, Patty \| 183 cm \| 79 kg \| 11-08-1988 \| Saint Mary's \| \| G \| 14 \| \| Neal, Gary \| 193 cm \| 95 kg \| 03-10-1984 \| Towson \| \| G \| 9 \| \| Parker, Tony \| 188 cm \| 82 kg \| 17-05-1982 \| Paris Basket Racing (France) \| \| A/C \| 22 \| \| Splitter, Tiago \| 211 cm \| 109 kg \| 01-01-1985 \| Baskonia (Spain) \| | Allenatore - Gregg Popovich Assistente/i - Mike Budenholzer (Vice-allenatore) - Brett Brown (Vice-allenatore) - Chip Engelland (Vice-allenatore) - Chad Forcier (Vice-allenatore) - Ime Udoka (Vice-allenatore) - Matt Herring (Preparatore fisico) - Will Sevening (Preparatore atletico) Legenda - (C) Capitano - (FA) Free agent - (S) Sospeso - (TW) Contratto Two-way - (GL) Assegnato a squadra G League affiliata - Infortunato Roster • Transazioni · Ultima transazione: 30 giugno 2013 |                                    |                   |         |        |              |                                             |
| Pos. | Num. | Naz.                               | Nome              | Altezza | Peso   | Data nascita | Provenienza                                 |
| A | 11 | Stati Uniti (bandiera)             | Anderson, James   | 198 cm  | 98 kg  | 25-03-1989   | OSU Cowboys                                 |
| C | 16 | Australia (bandiera)               | Baynes, Aron      | 208 cm  | 118 kg | 09-12-1986   | Washington State                            |
| A | 45 | Stati Uniti (bandiera)             | Blair, DeJuan     | 201 cm  | 122 kg | 22-04-1989   | Pittsburgh                                  |
| A | 15 | Stati Uniti (bandiera)             | Bonner, Matt      | 208 cm  | 109 kg | 05-04-1980   | Florida                                     |
| G | 25 | Francia (bandiera)                 | de Colo, Nando    | 195 cm  | 85 kg  | 23-06-1982   | Cholet Basket (France)                      |
| A/C | 33 | Francia (bandiera)                 | Diaw, Boris       | 203 cm  | 104 kg | 16-04-1982   | Pau-Orthez (France)                         |
| A/C | 21 | Isole Vergini Americane (bandiera) | Duncan, Tim       | 211 cm  | 112 kg | 25-04-1976   | Wake Forest                                 |
| G | 20 | Argentina (bandiera)               | Ginóbili, Emanuel | 198 cm  | 93 kg  | 28-07-1977   | Viola Reggio Calabria (Italy)               |
| G/AP | 4 | Stati Uniti (bandiera)             | Green, Danny      | 198 cm  | 95 kg  | 22-06-1987   | North Carolina                              |
| G/AP | 3 | Stati Uniti (bandiera)             | Jackson, Stephen  | 203 cm  | 98 kg  | 05-04-1978   | Fort Wayne Fury                             |
| G | 5 | Canada (bandiera)                  | Joseph, Cory      | 191 cm  | 84 kg  | 20-08-1991   | Texas                                       |
| A | 2 | Stati Uniti (bandiera)             | Leonard, Kawhi    | 201 cm  | 102 kg | 29-06-1991   | San Diego State                             |
| G/AP | 1 | Stati Uniti (bandiera)             | McGrady, Tracy    | 203 cm  | 101 kg | 24-05-1979   | Mt. Zion Christian Academy (North Carolina) |
| P | 8 | Australia (bandiera)               | Mills, Patty      | 183 cm  | 79 kg  | 11-08-1988   | Saint Mary's                                |
| G | 14 | Stati Uniti (bandiera)             | Neal, Gary        | 193 cm  | 95 kg  | 03-10-1984   | Towson                                      |
| G | 9 | Francia (bandiera)                 | Parker, Tony      | 188 cm  | 82 kg  | 17-05-1982   | Paris Basket Racing (France)                |
| A/C | 22 | Brasile (bandiera)                 | Splitter, Tiago   | 211 cm  | 109 kg | 01-01-1985   | Baskonia (Spain)                            |

## Stagione

### Classifica

#### Southwest Division
|    | Classifica        | V  | P  | %    |
| -- | ----------------- | -- | -- | ---- |
| 1. | San Antonio Spurs | 58 | 24 | 70,7 |
| 2. | Memphis Grizzlies | 56 | 26 | 68,3 |
| 3. | Houston Rockets   | 45 | 37 | 54,9 |
| 4. | Dallas Mavericks  | 41 | 41 | 50   |
| 5. | N.O. Hornets      | 27 | 55 | 32,9 |